# Oedaleosia frontalis
Oedaleosia frontalis är en fjärilsart som beskrevs av Embrik Strand 1909. Oedaleosia frontalis ingår i släktet Oedaleosia och familjen björnspinnare. Inga underarter finns listade i Catalogue of Life.